# George Harrison e i Beatles
George Harrison è stato uno dei compositori più particolari del grande panorama della musica del '900, nonché un ottimo interprete di musica tradizionale indiana. Musicista dalla tecnica lineare, mai eccedente in virtuosismi, è l'autore di molti brani celebri dei Beatles come Something, Here Comes the Sun o While My Guitar Gently Weeps.

## 1958 - 1962

### I Quarrymen
Nel marzo del 1958, Paul McCartney, amico di George, gli chiese di entrare nel gruppo dei Quarrymen, di cui faceva parte, oltre a Paul e ad altri giovani di Liverpool, John Lennon, che ne era chitarrista e il cantante. George accettò e così divenne parte del gruppo skiffle. Inizialmente John aveva un comportamento distaccato probabilmente dovuto alla differenza d'età tra i due (George aveva solo 14 anni), ma dopo un breve periodo si convinse che la grande bravura nel suonare la chitarra avrebbe portato un importante contributo alla crescita del gruppo, l'entrata di George allargò il repertorio musicale dei Quarrymen, infatti fece conoscere a Paul e John Carl Perkins e Buddy Holly. Il gruppo, dopo l'uscita di alcuni membri, si ridusse ai soli John Lennon, Paul McCartney e George Harrison. Agli inizi del 1960 era entrato nel gruppo Stuart Sutcliffe al basso, un grande amico di John, però con scarse capacità strumentali; nello stesso periodo la band fu ribattezzata The Beatals, nome che in seguito cambiò in Silver Beetles. Dopo esser rimasti senza batterista per molti mesi, i Silver Beetles arruolarono come batterista Tommy Moore, che aveva diversi anni in più di loro; verso giugno del 1960 Moore lasciò il gruppo che così dovette mettersi alla ricerca di un nuovo batterista, e lo trovò in Pete Best, che rimase nel gruppo fino al 1962, anno in cui venne sostituito da Ringo Starr; il gruppo aveva già cambiato nome in Beatles.

### L'esordio dei Beatles
Nel 1962 i Beatles, dopo aver passato diversi mesi negli ultimi anni a suonare rock'n'roll tra Amburgo e Liverpool, ottennero un contratto discografico con la Parlophone, e incontrarono il produttore George Martin, che rimase produttore discografico dei Beatles fino al 1970. Dopo la pubblicazione del loro primo singolo, Love Me Do/P.S. I Love You, i Beatles cominciarono la loro ascesa nel panorama musicale.

## 1963 - 1965

### Please Please MeeWith the Beatles
Nei primi album dei Beatles, Harrison appare senza dubbio collocato in secondo piano rispetto a McCartney e Lennon. Nell'album di esordio Please Please Me cantava come solista solo in Do You Want to Know a Secret di Lennon; nel successivo With the Beatles apportò il suo primo contributo come autore con Don't Bother Me, canzone in qualche modo anticipatrice sia sotto l'aspetto della futura direzione compositiva anticonformista del Beatle silenzioso, sia sotto l'aspetto espressivo-testuale e per la particolare ricerca musicale.

### A Hard Day's Night
In A Hard Day's Night, terzo lavoro dei Beatles, Harrison non fu accreditato come autore in alcun brano, dimostrando però una gran duttilità nell'applicarsi a stili diversi pur mantenendo delle proprie evidenti caratteristiche. Spaziò così dal R&B esplosivo di When I Get Home alla latineggiante e acustica And I Love Her, passando per il pop da ballata della titletrack.

### Help!
Nell'album Help! tornano ad apparire alcune composizioni harrisoniane. L'acustica I Need You, dedicata a Pattie Boyd, ha forti influssi dylaniani e presenta un Harrison vero e toccante, ma ancora impacciato nella composizione e nell'esecuzione vocale ("troppo adenoidale e un po' strappata nella pronuncia"). Con You Like Me Too Much George ritorna nel ritornello allo stile iniziale dei Beatles, caratterizzato dalle intricate armonie vocali; si possono però notare delle differenze, come l'inserimento di un vero e proprio motivo blues nel riff di piano e la presenza di un gioco di alterazioni cromatiche e accordi diminuiti che rimarrà caratteristico della sua vena compositiva anche nella fase più matura.

## 1965 - 1967

### Rubber Soul
In Rubber Soul, album che accenna alle prime articolazioni sperimentali del quartetto inglese, George tra i primissimi musicisti pop inserì nell'orchestrazione di Norwegian Wood il Sitar, strumento al quale si era umilmente dedicato sotto la guida dell'amico e maestro Ravi Shankar, creando così una inaspettata fusione tra le sonorità indiane e il sound giovanile-occidentale. In quell'LP, Harrison compose Think for Yourself, una canzone dal testo aggressivo e moraleggiante che sembrava anticipare il processo di trasformazione del gruppo che sarebbe avvenuto in Revolver, accompagnato da un basso distorto ma non stucchevole in primo piano e da una serie di riff rock; e If I Needed Someone, nella quale egli espresse la propria ammirazione nei giochi tonali che i Byrds costruivano sopra ciascun accordo, e ottenendo un risultato che pur rimanendo nella tradizione occidentale risultava essere quasi in stile "orientale".

### Revolver
Revolver segnò il momento di massima produzione per Harrison, l'album contiene tre brani interamente composti da lui. Taxman, che apre il disco, è storicamente sempre stato uno dei pezzi-identità del mondo hippy in rivolta, visto il tema della tassazione governativa invadente dell'allora Ministro laburista inglese Harold Wilson. La limpidezza testuale e il dominante sfondo musicale (chitarre elettriche leggermente distorte, riff duri e penetranti, voci pulite dagli effetti di studio) rendono questa canzone un espressivo e complesso anello di passaggio di un percorso artistico intrapreso dal gruppo tutto. I Want To Tell You si distingue per la schiettezza attraverso la quale Harrison si rivolge al pubblico ascoltatore. Il riff iniziale energico e apparentemente semplice è l'anticipazione di un'esplosione verbale, quasi urlata, discriminante in una vena evidentemente progressista; Harrison condanna la strumentalizzazione dell'individuo, in un rapporto interpersonale da parte di uno dei membri, a favore di un disumano finalismo egoista. Love You To è infine la prima esplicita realizzazione di musica indiana da parte di un George Harrison capace di mescolare lo stile musicale folcloristico indiano con una melodia apprezzabile anche dalle orecchie non istruite a simili sviluppi musicali.

### Sgt. Pepper's Lonely Hearts Club Band
Dopo quest'esplosione di creatività, in Sgt. Pepper's Lonely Hearts Club Band George propone la sola Within You Without You, che sembra ricalcare l'orma di Love You To in una direzione leggermente più ritmicamente lenta, affiancando alla variazione ritmica un testo incentrato sulla necessità di trovare una funzione catartica, in questo caso la religione, in funzione della propria esistenza.

### Magical Mystery Tour
George mantiene questa vena compositiva anche nel successivo album dei Beatles, Magical Mystery Tour. Come contributo all'album, comunemente considerato un continuo allo stile di Sgt. Pepper, Harrison presenterà la psichedelica Blue Jay Way: una composizione basata su un accordo di settima diminuita e sul complesso utilizzo di nuove strumentazioni di studio, capaci di superare negli effetti ma non nei risultati l'album precedente. Si direbbe quasi che "le vele della nave creativa di Harrison si siano tristemente sgonfiate".

## 1968 - 1970

### IlWhite Album
Ritornando negli studi di registrazione della EMI, dopo il soggiorno in India, il gruppo inizia la realizzazione del doppio album The Beatles, più comunemente conosciuto come il White Album.
Durante le settimane passate a Rishikesh, in India a studiare la meditazione trascendentale sotto la guida del guru indiano Maharishi, il gruppo aveva composto un gran numero di brani; realizzati con l'ausilio di chitarre acustiche, gli unici strumenti disponibili in quelle settimane. George compose vari brani ma nel White Album ne vennero inclusi solo quattro. While My Guitar Gently Weeps, che vede in sala di incisione la presenza illustre alla chitarra solista di Eric Clapton, è senza dubbio uno dei brani più conosciuti dei Fab Four; articolato su un ricco gioco di bassi e su una chitarra ritmica inserita in un gioco di alternanza di battute con un organo, si sviluppa su una grande esplosività espressa nei fraseggi di chitarre da Clapton e caratterizzato alla "determinazione" vocale di Harrison, il brano coinvolge l'ascoltatore in un vortice di lirismo mai prima sfiorato da parte dell'autore. Non che non ci siano stati dei problemi: sembra che in seguito George si fosse lamentato che Paul, volendo aggiungere un discanto cantato da lui stesso, avesse tentato di "rubargli la scena". In Piggies il tema della critica della società si presenta in una forma nuova e pungente; analogamente al modello testuale lennoniano, Harrison esplode in una serie di giochi metaforici che mirano ad esprimere gli interessi individuali, fonte di continua sopraffazione dell'altro, in una vena amaramente sarcastica. Il clou è intelligentemente inserito nel finale, nel quale George affianca all'apparato orchestrale-polistrumentale che ha intersecato le armonie dell'intera composizione una registrazione di cacofonie suine.
Long, Long, Long è un accenno ad una direzione compositiva che George intraprenderà più avanti nella sua carriera da solista; il tono acustico e malinconico coinvolge nella sua esecuzione l'ascoltatore tanto quanto i silenzi che l'accompagnano. Il testo sembra avere un'ispirazione poetica e quasi inadatta al fianco delle composizioni leggere di McCartney, mettendo in luce la franchezza di Harrison ed il carattere solitario che traspare da un sound quasi propriamente folk. Infine Savoy Truffle è un divertissement, nato mentre con l'amico Eric Clapton stavano mangiando una scatola di dolci. La prima strofa è praticamente l'elenco del contenuto della scatola.

### Yellow Submarine
Il successivo Yellow Submarine segna un'involuzione per Harrison, che per esso compone It's All Too Much che pur iniziando bene con una bella sintesi tra melodia orientale e arrangiamento pop si perde in una lunghezza eccessiva, e riesuma una sua vecchia composizione, Only a Northern Song, che probabilmente era nata in un momento di sconforto per il trattamento iniquo dell'editore delle sue canzoni, appunto la Northern Songs. Il testo del brano è autoreferenziale, dicendo "se pensate che questi accordi siano messi a caso e che il cantante stia stonando, avete ragione: è stata scritta così, perché tanto è solo una Northern Song...". Per la cronaca, George fondò poi la sua casa di edizioni musicali, la Harrisongs.

### Abbey Road
Proseguendo cronologicamente nelle apparizioni discografiche, si trova il singolo Old Brown Shoe, lato B di The Ballad of John and Yoko, con un riff ostinato al pianoforte e un testo costruito unendo vari opposti. Nel 1969 il gruppo registrò Abbey Road, virtualmente il canto del cigno del gruppo (le registrazioni dei brani del disco sono infatti posteriori a quelle di Let It Be), e dove George, quasi come una meteora, brillò come non mai. Something, nato nel più totale rigore espressivo acustico e reso grande da una compatta partecipazione di McCartney al basso, di Lennon probabilmente all'organo e di Ringo Starr quanto mai ispirato alla batteria, in virtuose ma inerenti rullate, divenne il primo "lato A" di George tra i 45 giri dei Beatles. Oltre la dolcezza inesprimibile della musica e la solennità della voce di Harrison, che scandisce con un'armonia vocale penetrante un testo unico e straordinariamente toccante nella sua semplicità, la canzone presenta anche quella necessaria forma di "infinitamente adatta" ballata romantica. Here Comes the Sun, il secondo brano harrisoniano nel disco e quello che apre il lato B, presenta anch'essa un lirismo ed una capacità di ricreare la più calda sentimentalità attraverso la musica inimitabili. Harrison la suona con un capotasto spostato al 7° tasto, apportando alla composizione un solarità, sinonimo di gioia ed esplosione di vita, che accompagna l'ardua composizione fondata generalmente su due accordi (re maggiore e la maggiore). Degno di nota l'intermezzo suonato in tre ottavi, con il testo "sun, sun, sun, here it comes" ripetuto più volte quasi come un mantra.

### Let It Be
Infine in Let It Be Harrison presenta un lavoro molto originale, attraverso i brani I Me Mine e For You Blue. Il primo brano esprime tutta la rabbia nei confronti di tutti coloro che pensano ed agiscono per una centrizzazione infinita di sé in qualsiasi contesto, alimentando la distanza dal vero bene che consiste nella comunione del proprio potenziale costruttivo. La fase strumentale è in questa composizione strutturata su due piani paralleli uniti senza la presenza di un interludio (bridge) e addirittura in due tempi diversi - la strofa un valzer in tre quarti, e il ritornello rockettaro in quattro quarti - ma unite da una stessa chiave musicale. La chitarra elettrica di Harrison si abbandona ad un virtuosismo necessario alla costruzione del pezzo stesso; il tutto è saggiamente accompagnato da una distorsione che assieme ad un organo potenziano il suono donandogli un'autonoma capacità espressiva, quasi a sé. For You Blue è invece un vero e proprio blues acustico, straordinariamente somigliante ad una delle classiche introduzioni delle composizioni dei grandi bluesman di colore.
Harrison, con la partecipazione di Lennon, costruisce un brano costruito su tutti gli stereotipi strumentali del blues classico, come ad esempio il gioco di bassi; anche il testo è parallelamente costruito sulle serie di versi formulari e "a cantilena" propri di un blues tipicamente originale.

## Lista dei brani dei Beatles composti da Harrison
1. Don't Bother Me (1963, With the Beatles)
2. I Need You (1965, Help!)
3. You Like Me Too Much (1965, Help!)
4. Think for Yourself (1965, Rubber Soul)
5. If I Needed Someone (1965, Rubber Soul)
6. Taxman (1966, Revolver)
7. Love You To (1966, Revolver)
8. I Want to Tell You (1966, Revolver)
9. Within You Without You (1967, Sgt. Pepper's Lonely Hearts Club Band)
10. Flying (Lennon, McCartney, Harrison, Starkey; 1967, Magical Mystery Tour)
11. Blue Jay Way (1967, Magical Mystery Tour)
12. The Inner Light (1968, singolo non pubblicato su album)
13. While My Guitar Gently Weeps (1968, The Beatles)
14. Piggies (1968, The Beatles)
15. Long, Long, Long (1968, The Beatles)
16. Savoy Truffle (1968, The Beatles)
17. Old Brown Shoe (1969, singolo non pubblicato su album)
18. Only a Northern Song (1969, Yellow Submarine)
19. It's All Too Much (1969, Yellow Submarine)
20. Something (1969, Abbey Road)
21. Here Comes the Sun (1969, Abbey Road)
22. I Me Mine (1970, Let It Be)
23. Dig It (Lennon, McCartney, Harrison, Starkey; 1970, Let It Be)
24. For You Blue (1969, Let It Be)
25. Free as a Bird (composizione originale di Lennon, versione dei Beatles accreditata come Lennon, McCartney, Harrison, Starkey; 1995, Anthology 1)

Altri brani che furono registrati o composti da George Harrison durante i Beatles in cui è accreditato come autore o coautore sono: 
1. In Spite of All the Danger (McCartney, Harrison, 1958; pubblicato in Anthology 1, 1995)
2. Cry for a Shadow (Harrison, Lennon, 1960; pubblicato in Anthology 1, 1995)
3. You Know What to Do (1964; pubblicato in Anthology 1, 1995)
4. 12-Bar Original (Lennon, McCartney, Harrison, Starkey, 1966; pubblicato in Anthology 2, 1996)
5. Christmas Time Is Here Again (Lennon, McCartney, Harrison, Starkey, 1967; lato-B del singolo Free as a Bird, 1995)
6. Circles (inedito, 1968)
7. Sour Milk Sea (inedito, 1968)
8. Not Guilty (1968; pubblicato in Anthology 3, 1996)
9. All Things Must Pass (1969; pubblicato nel primo omonimo album solista di Harrison, 1970; e in seguito in Anthology 3, 1996)